# Berryville (Arkansas)
Berryville is een plaats (city) in de Amerikaanse staat Arkansas, en valt bestuurlijk gezien onder Carroll County.

## Demografie
Bij de volkstelling in 2000 werd het aantal inwoners vastgesteld op 4433.
In 2006 is het aantal inwoners door het United States Census Bureau geschat op 5099.

## Geografie
Volgens het United States Census Bureau beslaat de plaats een oppervlakte van
11,5 km². Berryville ligt op ongeveer 399 m boven zeeniveau.